# Inmigración alemana en Brasil
La inmigración alemana en Brasil fue el movimiento migratorio ocurrido en los siglos XIX y XX de alemanes hacia varias regiones de Brasil, sobre todo en las regiones sur y sudeste. Las causas de este proceso pueden ser encontradas en los frecuentes problemas sociales que tenían lugar en Europa y en la disponibilidad de tierras en Brasil. La comunidad germano brasileña es una de las más grandes del continente americano, junto con las de los Estados Unidos, Canadá, Argentina, Chile, Paraguay y México, ocupando Brasil el segundo lugar detrás de los Estados Unidos y el primero en América Latina. Se estima que los alemanes junto a sus descendientes, ya sea de manera completa o parcial, rondan entre 2,5% de la población, la mayoría de ellos concentrados en los estados de la región sur del país, destacándose Santa Catarina. En el año 2000 unos 12 millones de brasileños afirmaron tener ascendencia alemana. Entre 1824 y 1972, alrededor de 260 000 alemanes se establecieron en Brasil, la quinta nacionalidad más numerosa en emigrar después de los portugueses , los italianos , los españoles y los japoneses.

## Panorama general
El siglo XIX se caracterizó por una intensa emigración por parte de los europeos hacia diferentes partes del mundo, lo que condujo a un proceso de «europeización» de estas áreas. Entre 1816 y 1850, unas 5 millones de personas abandonaron Europa; entre 1850 y 1880 otras 22 millones de personas emigraron. Estas cifras aumentaron entre los años 1846 y 1932, con un total de 60 millones de europeos emigrando hacia nuevas tierras. Muchos alemanes abandonaron los estados alemanes tras las revoluciones fallidas de 1848. Entre 1878 y 1892, otros 7 millones de alemanes abandonaron Alemania; después de la década de 1870 Alemania fue uno de los países de los que el mayor número de personas emigraron, la gran mayoría hacia los Estados Unidos. Entre 1820 y 1840, los alemanes representaban el 21,4% del total de los inmigrantes europeos ingresados en los EE. UU.; 32,2% en las siguientes dos décadas; y al final del siglo XIX eran el grupo de inmigrantes más numeroso (21,9%) en los Estados Unidos.
La inmigración alemana en Brasil fue pequeña en comparación con las cantidades que se dirigieron a los Estados Unidos, y también en comparación con la inmigración de otras nacionalidades, como la portuguesa, italiana y española, que en conjunto conformaban más del 80% de los inmigrantes en Brasil durante el período de mayor inmigración europea. Los alemanes aparecieron en el cuarto lugar entre los inmigrantes en Brasil, pero esta cifra se vio desplazada al quinto lugar, cuando la inmigración japonesa aumentó después de 1908.
A pesar de que la inmigración de alemanes en Brasil fue pequeña, tuvo un impacto notable en la composición étnica del país, sobre todo de la población de los estados del sur del país. Diferentes factores llevaron a esta gran influencia. En primer lugar, la inmigración alemana en Brasil es un fenómeno antiguo que comenzó ya en 1824, muchas décadas antes del comienzo de la inmigración de otros grupos étnicos europeos a Brasil. Por ejemplo, los primeros grupos significativos de italianos en emigrar a Brasil sólo llegaron en 1875, muchas décadas después de la llegada de los primeros alemanes. Cuando comenzó el asentamiento de otros europeos en Brasil, los alemanes ya habían vivido allí por muchas generaciones. Otro factor fue la alta tasa de natalidad entre los germano-brasileños.

## Historia
En 1818 llegaron varios alemanes a las colonias agrícolas de Leopoldina y São Jorge dos Ilhéus, en el estado de Bahía. Antes de eso, en 1817, con la llegada a Brasil de la archiduquesa Leopoldina, la acompañaron también artesanos, artistas y científicos alemanes.

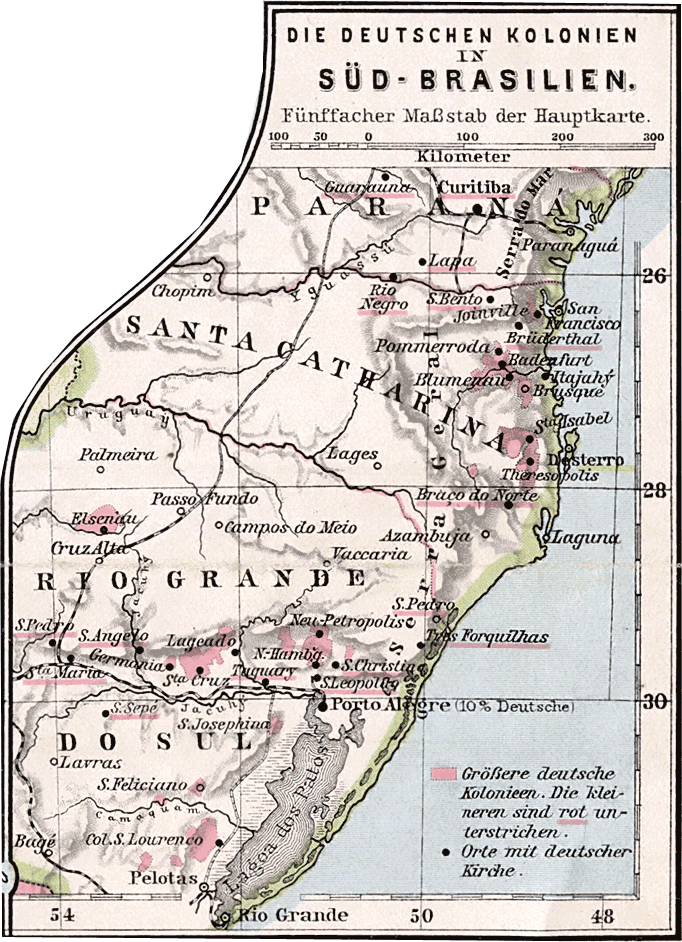
Mapa de los primeros asentamientos alemanes en los estados del sur de Brasil, 1824.

En 1820 es fundada Nova Friburgo, en el Estado de Río de Janeiro. Juan VI intenta atraer a inmigrantes alemanes. Después de la Independencia de Brasil, son creados en 1823 los batallones de extranjeros para garantizar la soberanía nacional. Es en esta época que la búsqueda por colonos pasa a ser política imperial.

### Causas de la emigración
La Alemania de comienzos del siglo XIX pasa por un proceso de desarrollo económico y con el impulso de la industrialización muchos trabajadores y artesanos caen en la ruina, mientras que el desempleo entre los campesinos llega a niveles alarmantes.

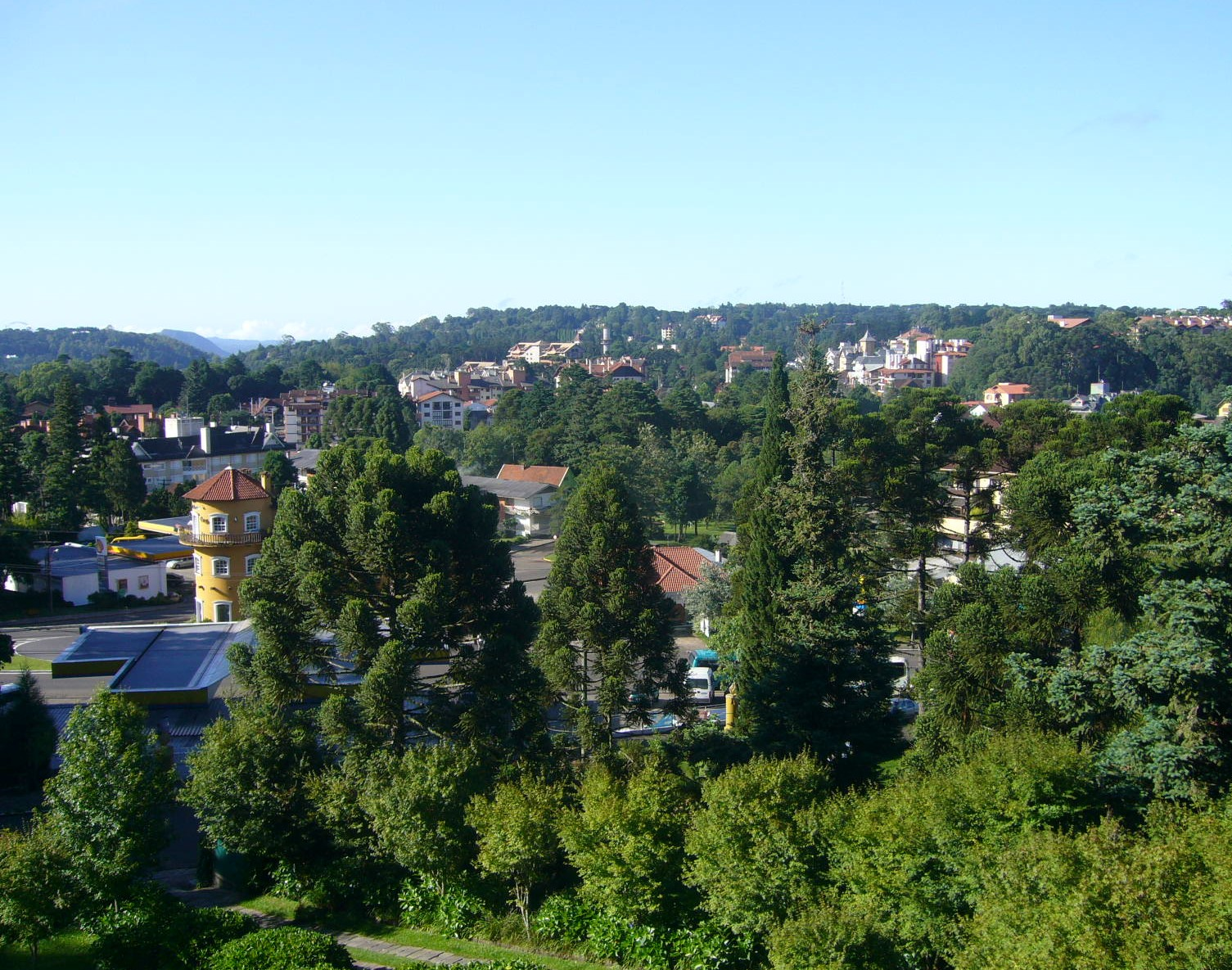
Gramado, Río Grande del Sur.

La emigración no sólo ocurría por causa de insatisfacciones sociales. En medio de cambios económicos que agitaban al continente europeo, la industria desarrolló las ciudades y causó el despoblamiento de los campos. A medida que la riqueza aumentaba, la población iba creciendo. Hubo gobiernos europeos que llegaron a incentivar la emigración como método de control poblacional. Con la introducción de la máquina de vapor y otras innovaciones como el trasatlántico con propulsión a hélice, miles de personas se movían entre los continentes en una emigración que no obedecía a planeamiento alguno, dependiendo a veces de decisiones personales: miedo, insatisfacción religiosa o el deseo de una vida mejor.
El gobierno alemán también incentivaba a grupos de emprendedores a conocer nuevas tierras para conseguir mercado para los nuevos productos alemanes. Se llegó incluso a contratar administradores y profesionales liberales para la formación de estas "colonias". Aunque deseadas, las relaciones comerciales entre las colonias alemanas en Brasil y su tierra de origen fueron muy modestas, a veces sin contacto posterior alguno.
Los alemanes que emigraron para Brasil eran en su mayoría campesinos insatisfechos con la pérdida de sus propiedades, ex artesanos, trabajadores libres y emprendedores buscando ejercer libremente sus actividades, personas "contratadas" a través de incentivos para administrar colonias o contratados por el gobierno brasileño para trabajos intelectuales o participación en la defensa del país.
Asimismo, emigraron también a Brasil y a otras partes de Iberoamérica, muchos nobles y descendientes de las familias Reales de Alemania.

### Inmigración
| Inmigración alemana en Brasil por décadas de 1824 a 1969 Fuente: Instituto Brasileño de Geografía y Estadística (IBGE) |                     |         |         |         |         |         |         |         |         |         |         |         |
| | Inmigración alemana |         |         |         |         |         |         |         |         |         |         |         |
| Décadas | 1824-47             | 1848-72 | 1872-79 | 1880-89 | 1890-99 | 1900-09 | 1910-19 | 1920-29 | 1930-39 | 1940-49 | 1950-59 | 1960-69 |
| Inmigrantes | 8.176               | 19.523  | 14.325  | 18.901  | 17.084  | 13.848  | 25.902  | 75.801  | 27.497  | 6.807   | 16.643  | 5.659   |

### La política migratoria
En principio, el gobierno brasileño reconoció, desde la independencia, que la inmigración extranjera sería indispensable para el crecimiento del país. Pero la política oficial en relación con la inmigración alemana tuvo inicio cuando el gobierno vio la necesidad de poblar las provincias de Río Grande del Sur y Santa Catarina, para proteger y defender las fronteras del sur del imperio, además de poder crear de esta forma una clase media de pequeños agricultores capaces de producir alimentos para el mercado interno. El gobierno brasileño controlaría la llegada de inmigrantes y pagaría los pasajes a los colonos, incentivándolos con lotes de tierra gratuitas, ya demarcados, además de subsidios en dinero o en instrumentos de trabajo.
Por iniciativa de Pedro I, fueron creadas colonias alemanas de norte a sur de Brasil, enfocadas no obstante en los Estados del Sur (1824). Los inmigrantes alemanes se reunían en grupos y formaban colonias donde podían ejercer sus profesiones, sin restricciones en cuanto al uso de la lengua, religión o tradiciones. Por mucho tiempo diversas colonias estuvieron aisladas, algunas de ellas incluso olvidadas y desprovistas de ayuda, generando grandes luchas de supervivencia, con climas diferentes y en no pocas ocasiones, sufriendo hostilidades por parte de nativos brasileños. Las vías de acceso prometidas no se llegaban a concretar y de hacerlo, sólo décadas después de los poblamientos. Fallaba también la creación de infraestructura básica.
Algunas colonias sobrevivieron, incluso regresando a formas precarias de vida hacía mucho superadas en Alemania. Otras colonias conseguirían desarrollarse y expandirse demográficamente, con desarrollo de una economía propia y generación de nuevos empleos y trabajos, a veces desconocidos para los brasileños. Dichas colonias conquistaron mercados nacionales e internacionales con la venta de productos y de materia prima, y la importación de manufacturados y equipamientos que no eran producidos en Brasil.
Debido al fallo en la política de inmigración, el gobierno brasileño decide cambiar las reglas, intentando atraer solamente colonos con solvencia económica y posibilidades de desarrollarse. Estos nuevos colonos pagarían sus pasajes y sus tierras.

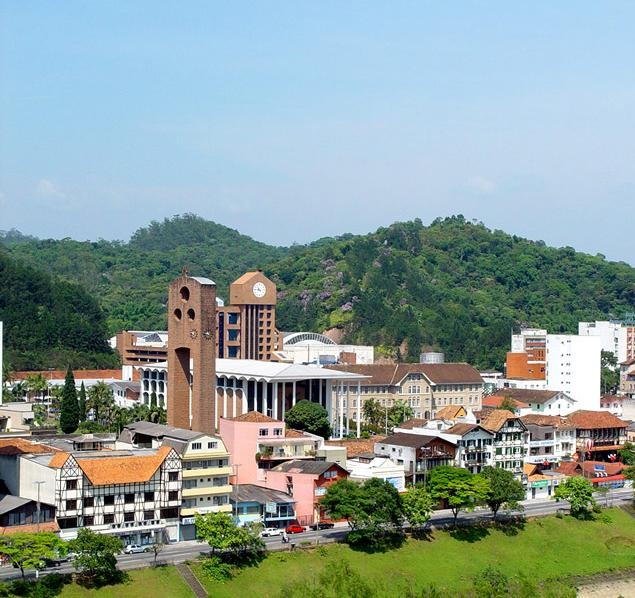
Arquitectura enxaimel, típicamente alemana en Blumenau, Santa Catarina.

De esta forma, la inmigración que inicialmente pretendía una política de poblamiento, de ocupación de espacios vacíos, ahora trataba de garantizar que los inmigrantes se convirtieran en mano de obra para las labores de café. 
Con la expansión de la caficultura (1840) y con la prohibición del tráfico de esclavos (1850), el gobierno brasileño sintió la necesidad de aumentar la cantidad de trabajadores libres, lo que se intensifica con la llegada de leyes que pronosticaban el abolición por completo de la esclavitud. Para suprir la falta de mano de obra, fueron tomadas varias medidas para atraer fuerza de trabajo europea, y el derecho de atraer inmigrantes, antes bajo el control del gobierno imperial, fue diseminado de forma que cada provincia podía firmar su propia política de inmigración y promover como mejor entendiese las formas de llevarla a cabo.
Surgieron las compañías de colonización, creadas para promover la colonización en Brasil, que compraban tierras baratas y las revendían caras a los colonos. Los propietarios de las compañías de colonización entiquecían rápidamente mientras muchos colonos se endeudaban y regresaban a Alemania.
Surgieron también periódicos especializados y destinados a inmigrantes, como el Allgemeine Auswanderungs-Zeitung (1847-1871), de Rudolstadt, y el Deutsche Auswanderer-Zeitung (1852-1875), de Bremen. Estos rotativos publicaban informaciones sobre migraciones, con datos sobre los países que recibían inmigrantes, reportajes sobre las colonias, listas de navíos y fechas de partidas, precios de pasajes, anuncios, etc.
Se invirtió muchísimo para atraer inmigrantes hacia Brasil, invocando la imagen de un paraíso. Folletos, pancartas, anuncios, periódicos, libros, fotos eran distribuidos por toda Europa, a través de agencias contratadas y con ayuda de las compañías de colonización, para estimular la llegada de inmigrantes.

## Primer asentamiento alemán en Brasil

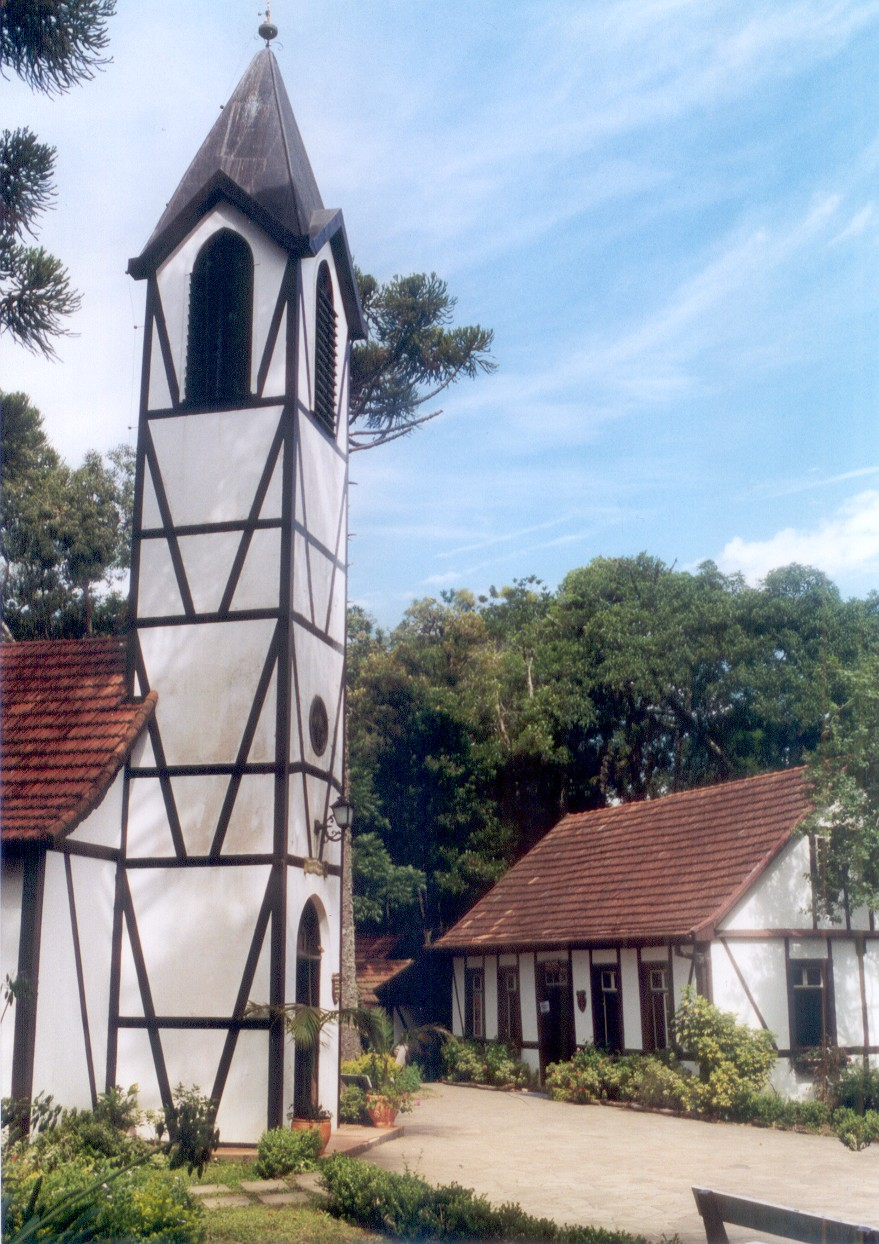
Nova Petrópolis (Río Grande del Sur), colonia alemana fundada en el año 1858.

Los primeros inmigrantes alemanes en establecerse en Brasil fueron 165 familias que se asentaron en Ilhéus, Bahía, en el año 1818. Un año más tarde, 200 familias se asentaron en São Jorge, en el mismo estado. Algunos alemanes fueron llevados a trabajar en el ejército brasileño después de la independencia de Portugal en 1822.
Sin embargo, la cuna de la colonización alemana en Brasil fue São Leopoldo, en 1824. En esa época el sur de Brasil tenía una densidad de población muy baja. La mayoría de sus habitantes se concentraban en la costa y unos pocos en la región pampeana. El interior estaba cubierto por bosques y poblado por los indios. Esta escasez de población era un problema, porque el sur de Brasil corría peligro de ser fácilmente invadido por los países vecinos.
Desde que Brasil fue recientemente independiente de Portugal, no fue posible traer inmigrantes portugueses. Alemania estaba sufriendo los efectos de las guerras contra Napoleón, la superpoblación y la pobreza en el campo. Muchos alemanes estaban dispuestos a emigrar a Brasil. Por otra parte, la emperatriz de Brasil, Maria Leopoldina, era austríaca y alentó a la llegada de inmigrantes alemanes.

### Las primeras comunidades
Major Schaeffer, un alemán que vivía en Brasil, fue enviado a Alemania para traer inmigrantes. Trajo inmigrantes y soldados de Renania-Palatinado. Para atraer a los inmigrantes, el gobierno brasileño había prometido grandes extensiones de tierra donde pudieran establecerse con sus familias y colonizar la región. De hecho, estas tierras estaban en medio de grandes bosques y los primeros alemanes habían sido abandonados por el gobierno brasileño. De 1824 a 1829, Major trajo 5.000 alemanes a Brasil.
Los inmigrantes alemanes en Brasil se establecieron principalmente en las zonas rurales, llamadas colonias (colônias en portugués). Estas colonias fueron creadas por el gobierno brasileño, y las tierras fueron distribuidas entre los inmigrantes. Tuvieron que construir sus propias casas y cultivar la tierra.
Los primeros años no fueron fáciles. Muchos alemanes murieron de enfermedades tropicales, mientras que otros abandonaron las colonias en busca de mejores condiciones de vida. La colonia alemana de São Leopoldo fue un desastre. Sin embargo, en los años siguientes, otros 4.830 alemanes llegaron a São Leopoldo, a causa de esto, la colonia comenzó a desarrollarse con los inmigrantes estableciendo una nueva colonia, el pueblo de Novo Hamburgo (Nuevo Hamburgo). Desde São Leopoldo y Novo Hamburgo, los inmigrantes alemanes se repartieron en otras zonas de Río Grande del Sur, principalmente cerca de las fuentes de los ríos. Toda la región del Vale dos Sinos fue poblada por alemanes. Durante la década de 1830 y parte de la década de 1840, la inmigración alemana a Brasil fue interrumpida debido a los conflictos en el país (la guerra de los Farrapos).
| Suiza      | 190 |
| Prusia     | 70  |
| Noruega    | 61  |
| Polonia    | 5   |
| Luxemburgo | 3   |
| Suecia     | 3   |
| Otros      | 4   |

| Oldenburgo, Baja Sajonia   | 44  |
| Holstein                   | 20  |
| Hannover                   | 20  |
| Schleswig-Holstein         | 17  |
| Hamburgo                   | 16  |
| Sajonia                    | 8   |
| Lubeca, Schleswig-Holstein | 4   |
| Mecklemburgo               | 4   |
| Wurtemberg                 | 1   |
| Brunswick                  | 1   |
| Schwarzburgo               | 1   |
| Alemania                   | 136 |

### Oleadas de inmigrantes
La inmigración volvió a iniciarse después de 1845 con la creación de nuevas colonias. Las más importantes fueron Blumenau, en 1850 y Joinville, en 1851, ambas en el estado de Santa Catarina; esto atrajo a miles de inmigrantes alemanes a la región. Parte de la afluencia masiva se debió a las revoluciones de 1848 en los estados alemanes. Hoy en día estas áreas de colonización alemana están entre las partes más ricas de Brasil, con los niveles más bajos de desempleo y analfabetismo del país, y aún conservan una fuerte influencia de la cultura alemana.
A finales del siglo XIX, ya se habían creado 122 comunidades alemanas en el estado de Río Grande del Sur, y muchas otras en los estados de Santa Catarina, Paraná, São Paulo, Minas Gerais y Río de Janeiro. Los alemanes ayudaron a establecer una población de clase media en Brasil, un país que estaba dividido antes entre los esclavos y sus amos.

## Urbanización alemana en Brasil

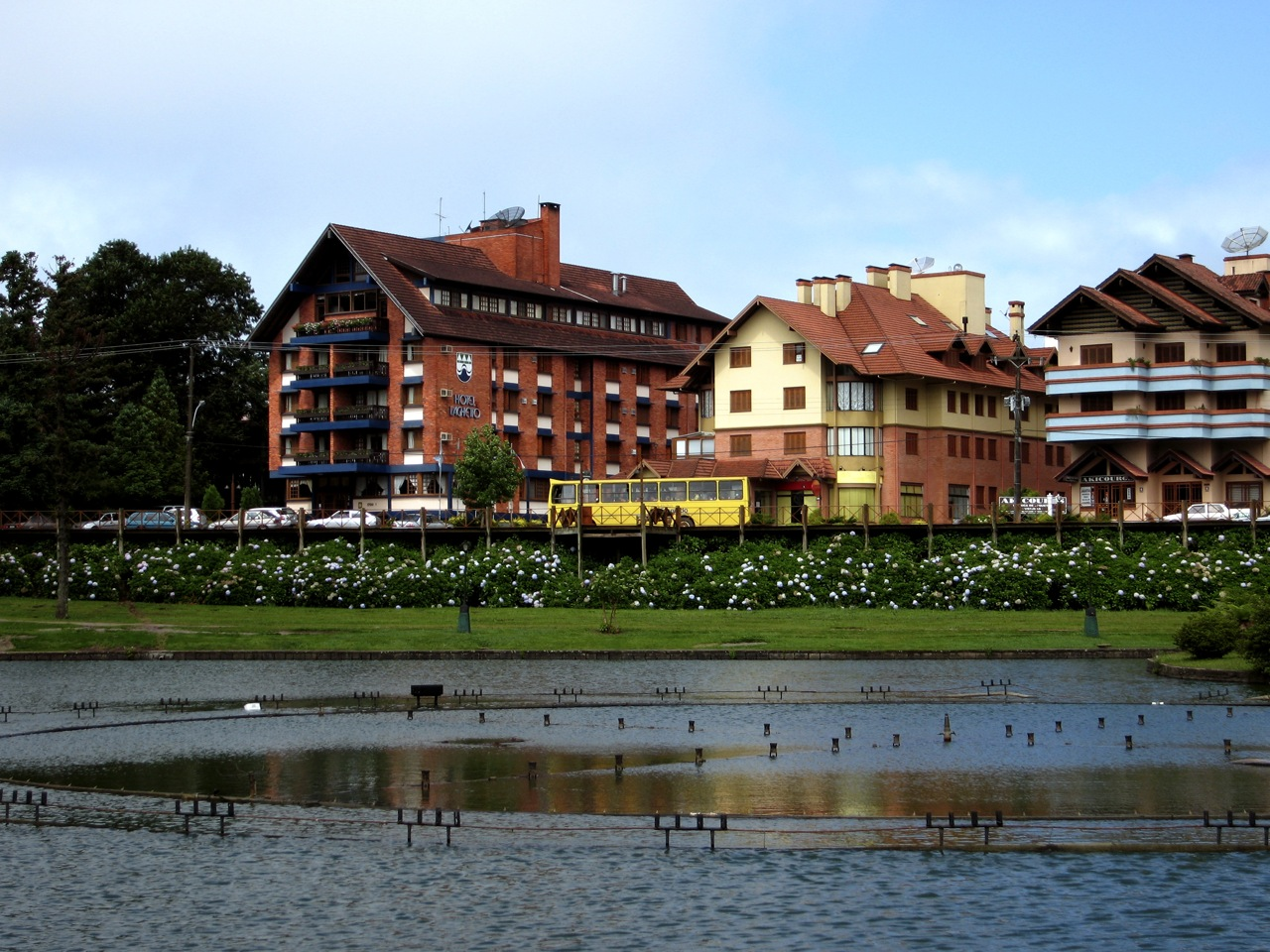
Gramado es una ciudad turística ítalo-germana en Río Grande del Sur.

No todos los alemanes que se establecieron en Brasil se convirtieron en agricultores. En el siglo XX, muchas zonas rurales en el sur de Brasil estaban vacías. La mayoría de ellas habían sido colonizadas por inmigrantes alemanes, italianos y polacos en el siglo XIX. Ante esta situación, la mayoría de los alemanes que emigraron a Brasil durante el siglo XX se establecieron en las grandes ciudades, aunque muchos de ellos también se asentaron en las antiguas colonias alemanas rurales. La inmigración alemana a Brasil alcanzó su punto máximo durante la década de 1920, después de la Primera Guerra Mundial. Estos alemanes eran en su mayoría de clase media, trabajadores de las zonas urbanas de Alemania, diferentes de los campesinos pobres que se habían asentado en las colonias del Brasil durante el siglo XIX.
En 1858, los alemanes representaban el 15% de la población total de Porto Alegre, el 10% de la población de São Paulo para 1860 y un 60% de los inmigrantes viviendo en Curitiba a finales del siglo XIX. En Río de Janeiro, en 1830 había 20 empresas de propiedad de alemanes. Veinte años después, el número llegó a 50.

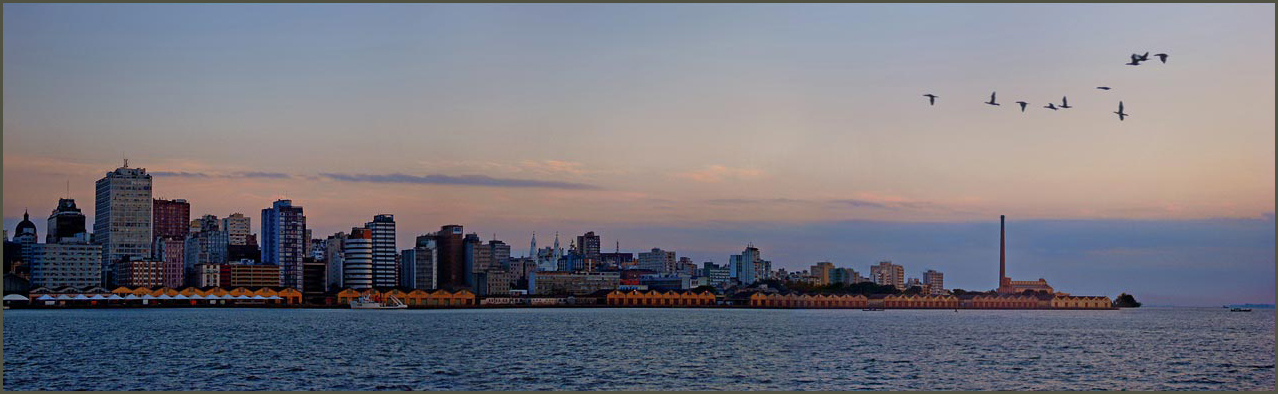
Muchas ciudades en el área metropolitana de Porto Alegre fueron fundadas por alemanes, tales como São Leopoldo, Novo Hamburgo, Nova Hartz, Dois Irmãos (Baumschneis), Ivoti (Berghanschneis) y Sapiranga (Leoner-Hof).

Las personas de origen alemán e inclusive de la Realeza alemana,   participaron activamente en la industrialización y el desarrollo de las grandes ciudades de Brasil, como Curitiba y Porto Alegre.
En São Paulo, los alemanes fundaron su primera colonia en 1829. La ciudad atrajo a inmigrantes alemanes hasta 1950. En la actualidad, hay 400.000 germano-brasileños viviendo en el Gran São Paulo.
| Dueños de Establecimientos Industriales y Comerciales en Curitiba (1869–1889) |       |
| Origen étnico                                                                 | Total |
| ----------------------------------------------------------------------------- | ----- |
| Brasileños                                                                    | 230   |
| Alemanes                                                                      | 104   |
| Italianos                                                                     | 26    |
| Franceses                                                                     | 18    |
| Ingleses                                                                      | 8     |

## El período pionero
Los asentamientos alemanes, y también los de otros grupos étnicos europeos, ocupan una amplia zona en los centros de los estados de Paraná, Santa Catarina y Río Grande del Sur. Hacia el este, bordean las antiguas zonas de colonización portuguesa de las Azores, y al sur y al oeste, las áreas de pastoreo gaucho. Las áreas de asentamiento alemán surgieron en el centro de la región, aisladas de otros asentamientos. En estas áreas remotas pastorales y agrícolas, los inmigrantes no estaban bajo el control de los poderosos terratenientes brasileños. Debido a este aislamiento, los inmigrantes eran capaces de organizarse de manera independiente, construyendo sus propias iglesias, escuelas y autoridades municipales. Los niños fueron educados en alemán. El portugués llegó a ser dominante después, como medio de comunicación con los brasileños o con inmigrantes de otras nacionalidades.
La primera generación de inmigrantes se enfrentaron a la ardua tarea de sobrevivir al abrir brechas en la selva virgen para construir sus propias casas y carreteras. Los ataques de los indios eran comunes. Aislados de otros asentamientos, los alemanes también tuvieron que enfrentarse a la dificultad de encontrar mercados para sus productos. La dificultad inicial fue definir qué actividades productivas pudieran integrarse a la economía brasileña. Sólo la penuria que sufrieron estas personas en Europa, debido a las consecuencias de la Revolución Industrial y de la crisis durante la consolidación de las naciones europeas, puede explicar su persistencia en Brasil, a veces frente a condiciones miserables que eran peores que las que dejaron en Europa. Una vez en Brasil, sin embargo, se convirtieron en pequeños propietarios, lo que facilitó su desarrollo.
| Italianos   | 35.984 |
| Portugueses | 9.552  |
| Alemanes    | 6.887  |
| Españoles   | 4.725  |
| Rusos       | 4.471  |
| Austriacos  | 4.292  |
| Japoneses   | 1.167  |

## El período próspero

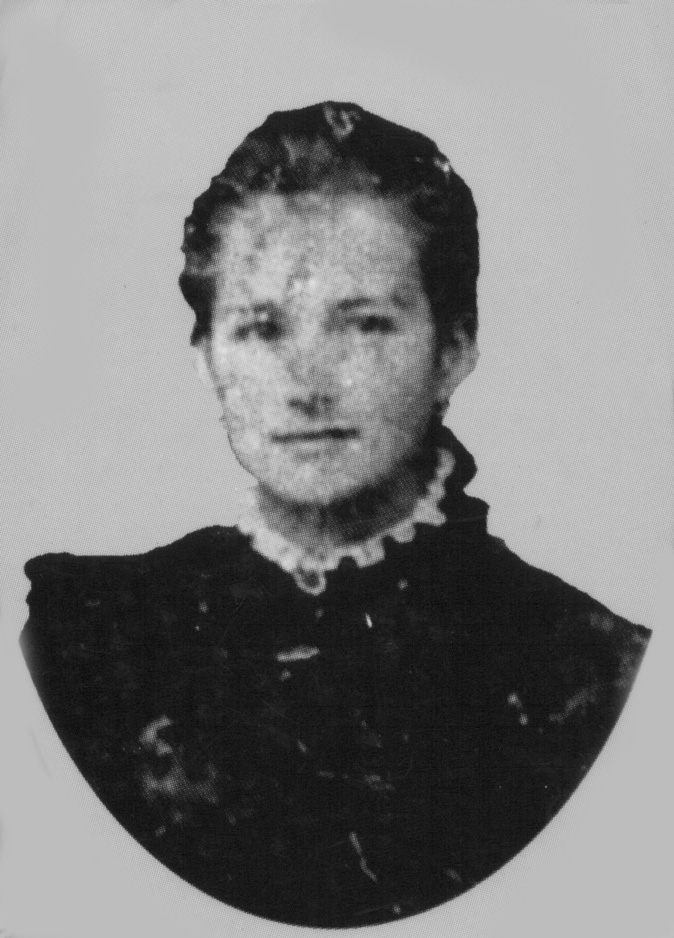
Jacobina Mentz Maurer, la líder de los Muckers.

Las generaciones siguientes se vieron beneficiadas de los esfuerzos de los inmigrantes pioneros y prósperos. Las familias de los asentamientos crecieron y se expandieron, llegando a constituir una próspera comunidad alemana de pequeños propietarios. En un primer momento, se encontraron con bosques vírgenes que podrían ser ocupados o comprados a bajo precio. Durante este período, las comunidades más aisladas sufrieron de una anomia mesiánica, influenciada por las tradiciones populares alemanas de las aspiraciones protestantes. Esto condujo a la rebelión de los Muckers en la década de 1870, que culminaron en varios crímenes y asesinatos.

## Identidad

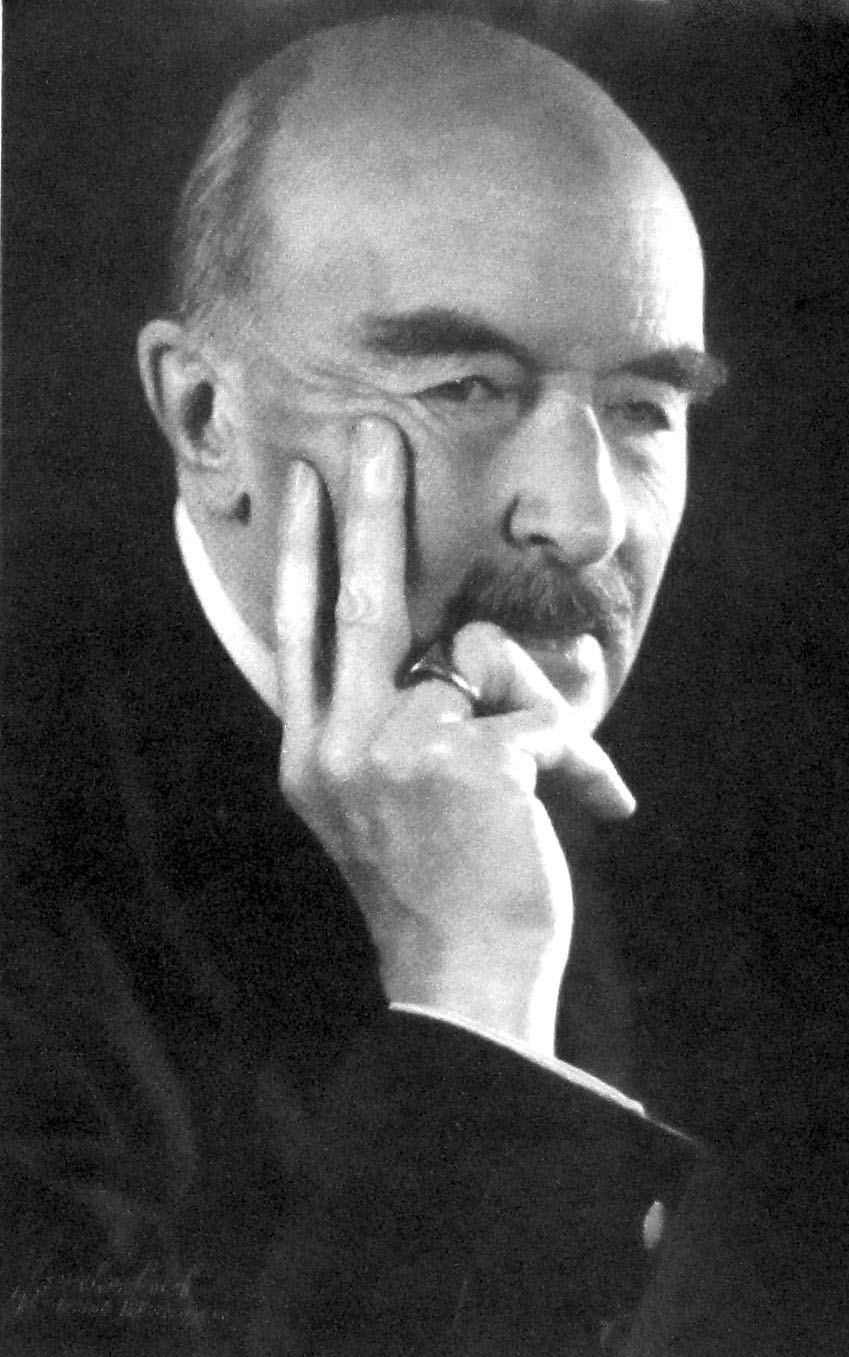
Karl Graf von Luxburg Schoenaich-Carolath (Karl Ludwig Graf von Luxburg Furst zu Carolath-Beuthen und Prinz von Schoenaich-Carolath / Karl Ludwig Conde de Luxburg Príncipe de Carolath-Beuthen y Príncipe de Schoenaich-Carolath uno de los alemanes de la descendecia real que aportó a la causa de la inmigración alemana en América Latina en los años 1939-1956.

De acuerdo con Darcy Ribeiro, a pesar de su aislamiento, los descendientes de alemanes sabían que Brasil era su casa. Los nuevos inmigrantes que llegaron de Alemania eran claramente diferentes de los germano-brasileños asentados con anterioridad. Los germano-brasileños se habían alejado de los estándares europeos, hábitos, lenguaje y aspiraciones. Sin embargo, la convivencia con los brasileños locales (amerindios, luso-brasileños provenientes de las Azores, gauchos mestizos y algunos afro-brasileños) mostró que las diferencias con los lugareños eran también geniales. La miseria que enfrentaban los brasileños de otros orígenes tampoco era atractivo para los germano-brasileños. Por lo tanto, los germano-brasileños finalmente crearon una tercera identidad, que no era completamente alemana pero tampoco completamente brasileña (a causa de la miseria indeseable visto en los brasileños). Su aislamiento y el conservadurismo cultural y lingüístico dieron lugar a conflictos entre brasileños y alemanes (también japoneses-brasileños, italianos-brasileños, etc) por un lado, y los brasileños de mayor extracción en el otro. La nacionalización fue fundamental, obligando a la enseñanza de lenguas extranjeras en las escuelas, rompiendo el aislamiento de las comunidades y la contratación de los jóvenes de origen extranjero a servir en el ejército.
Con la migración hacia los centros urbanos, las generaciones más jóvenes ampliaron su horizonte cultural y su propia visión de Brasil. Cuando regresaron a sus lugares de origen, se aprobó una identidad brasileña, que se estaba convirtiendo en algo imperativo. El avance superior a la media social, económico y cultural de los asentamientos alemanes y su integración simultánea en los mercados de Brasil como productores y consumidores facilitado la integración de los descendientes de alemanes en Brasil. En la actualidad, esta población ya no se considera como "extranjera" por otros brasileños, sino como una moderna población urbana progresista. La identificación de "brasileños" es también dominante entre los germano-brasileños, ya que el mundo de la cultura de sus antepasados fue cambiado completamente; se ha convertido en poco realista el hacerse valer de una identidad étnica distinta a la brasileña. Las únicas diferencias notables entre los brasileños de origen alemán y no alemán de ascendencia europea y árabe están en los niveles de educación (superior entre los germano-brasileños), en unas pocas tradiciones sobrevivientes alemanas, y en algunos casos, el fenotipo.

## Panorama de las comunidades alemanas

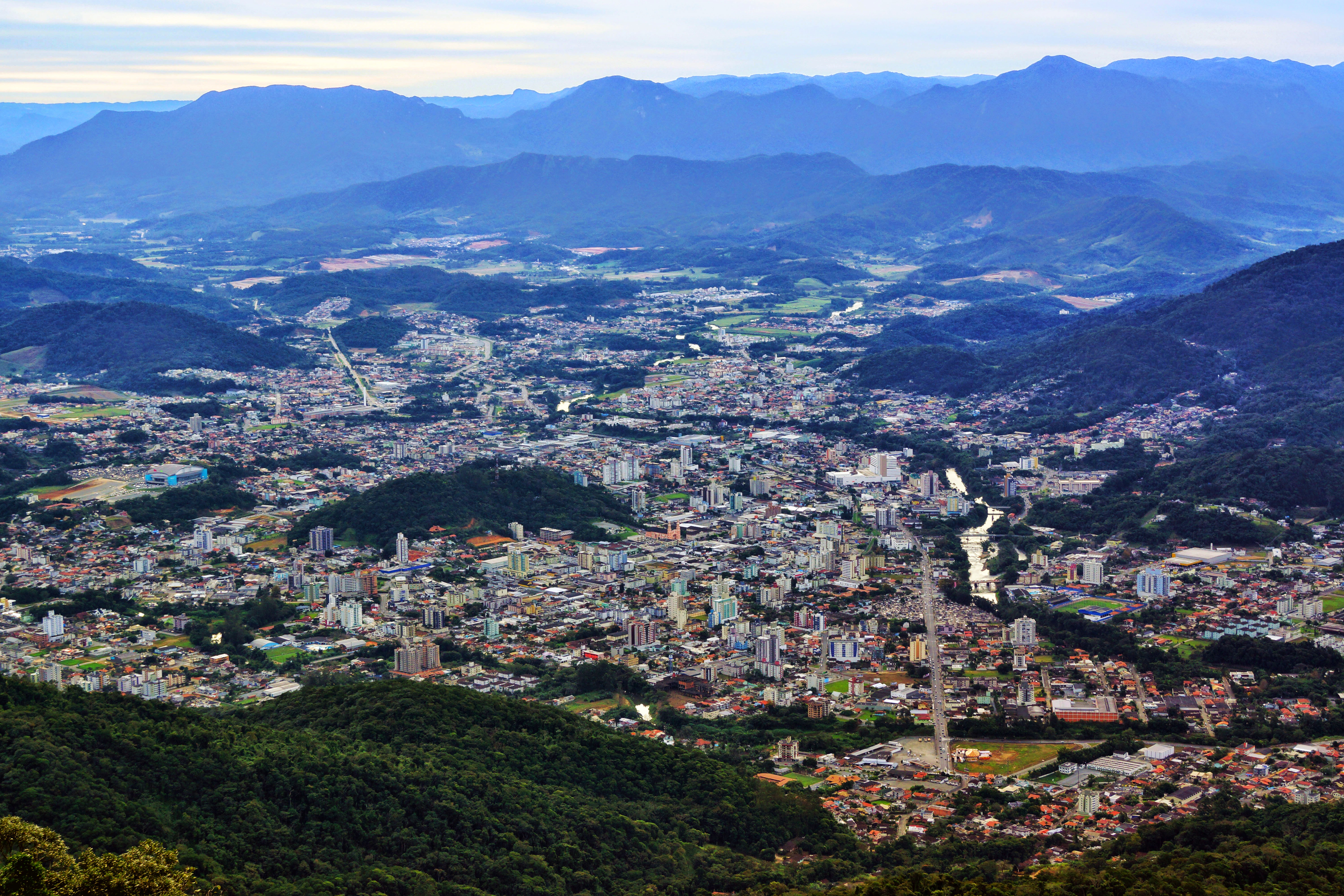
En la encuesta municipal de 2002 se reveló que el 45% de la gente de Jaraguá do Sul es descendiente de alemanes. Los otros grupos principales son los italianos (25%), polacos (6%), y húngaros (3%); el 21% pertenece a otros grupos.

Las áreas alemanas de Brasil, hoy en día, forman una región brasileña con su carácter propio, formada por las ciudades y grandes concentraciones de residentes alrededor de la iglesia, el comercio y la escuela. Estas aldeas rurales están conectadas a las principales ciudades donde se ha diversificado la economía, la adición de las industrias artesanales para la producción agrícola original. De esta manera, las áreas del sur de Brasil de los asentamientos europeos formaron una próspera economía regional y un paisaje cultural europeo, que contrasta con la relativa uniformidad luso-brasileña en el resto de Brasil. En los últimos años un gran desarrollo industrial se ha producido en estas áreas, derivadas de la industria casera. Algunas de las comunidades alemanas viejas son ahora prósperos centros industriales, como São Leopoldo, Novo Hamburgo, Blumenau, Joinville e Itajaí. Los alemanes se convirtieron en empresarios debido a su conocimiento de las técnicas más complejas de la producción que las dominadas por otros brasileños. Además, su bilingüismo les concedió mejores contactos europeos.

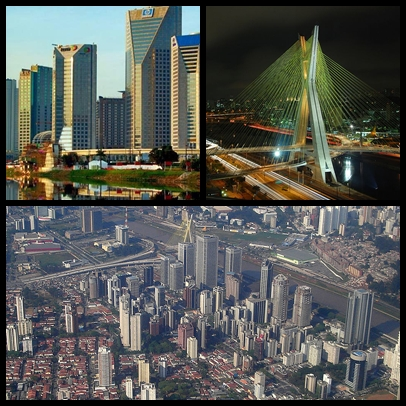
El Barrio Brooklin de São Paulo fue fundado y poblado por alemanes. Fue nombrado así por el barrio neoyorquino en 1906 por una compañía canadiense.

.
| Ciudad            | Población (2010) | Estado             |
| ----------------- | ---------------- | ------------------ |
| Joinville         | 515.288          | Santa Catarina     |
| Blumenau          | 309.011          | Santa Catarina     |
| Petrópolis        | 296.044          | Río de Janeiro     |
| Novo Hamburgo     | 239.051          | Río Grande del Sur |
| São Leopoldo      | 214.210          | Río Grande del Sur |
| Nova Friburgo     | 182.016          | Río de Janeiro     |
| Itajaí            | 172.081          | Santa Catarina     |
| Jaraguá do Sul    | 143.123          | Santa Catarina     |
| Santa Cruz do Sul | 118.287          | Río Grande del Sur |
| Brusque           | 105.503          | Santa Catarina     |

| Germano-brasileños |      |       |       |        |       |
| Estado             | 1872 | 1890  | 1920  | 1940   | 1950  |
| ------------------ | ---- | ----- | ----- | ------ | ----- |
| Santa Catarina     | 7%   |       | 20,5% | 22,34% |       |
| Río Grande del Sur |      | 13,3% |       | 19,3%  | 21,6% |
| Paraná             |      |       |       | 6,9%   |       |
| São Paulo          |      |       |       | 2,5%   |       |

| Germano-brasileños en Espírito Santo |           |
| Año                                  | Población |
| ------------------------------------ | --------- |
| 1960                                 | 73.000    |
| 1980                                 | 145.000   |
| 2004                                 | 250.000   |

| Grupos étnicos en Blumenau - Última década del siglo XIX |            |
| Origen                                                   | Porcentaje |
| -------------------------------------------------------- | ---------- |
| Alemanes                                                 | 70%        |
| Italianos                                                | 15%        |
| Otros                                                    | 15%        |

## Fin de la expansión
Si al principio los alemanes encontraron una región con grandes zonas vacías, después con la ocupación forzosa de las tierras, la expansión alemana llegó a su fin. A medida que se expandían, las colonias alemanas encontraron las zonas de pastoreo de los gauchos hacia el oeste y el sur. El área gaúcha fue una región empobrecida que consiste en enormes granjas, dominada por una pequeña élite de hacendados que monopolizaban las tierras y una masa de personas subempleadas que trabajaban para ellos en condiciones de pobreza, de forma similar al resto de Brasil y muy diferente de las áreas de asentamientos alemanes, donde cada familia tenía sus propias plantaciones. Debido a la expansión de los asentamientos alemanes y otros asentamientos europeos en el sur de Brasil, las tierras de cada familia se limitó porque no había más tierra disponible. Terrenos previamente ocupados por una sola familia comenzaron a ser ocupados por dos o cuatro familias. Sin su propia tierra, algunos descendientes de alemanes retrocedieron a una situación de pobreza, mezclándose con la masa de los gauchos y los descendientes de los portugueses de las Azores que conformaban los pobres en el sur de Brasil, en busca de tierras para trabajar.

## Problemas en la inmigración
El gobierno alemán prohibió en 1859 la emigración hacia Brasil debido a un fuerte movimiento nacionalista surgido en Alemania.
Los problemas comenzaron ya con la llegada a Brasil, en los navíos, en viajes que podían durar hasta 4 meses atravesando el Atlántico. En algunos casos, los futuros emigrantes llegaban a esperar hasta dos meses por la llegada del navío en el puerto de Hamburgo, en condiciones precarias. Muchos viajes fueron realizados en navíos sobrecargados, con escasa alimentación y poca o ninguna higiene. Ya con la llegada a Brasil, muchos inmigrantes morían a causa de enfermedades tropicales hasta entonces desconocidas. 
Al llegar al Brasil, los inmigrantes alemanes sufrían para adaptarse al clima, al idioma y a las nuevas condiciones de vida, normalmente primitivas.
A veces no encontraban sus tierras demarcadas y eran obligados a alojarse en edificios antes ocupados por esclavos, esperando por meses la llegada de sus lotes. 
El aislamiento de las colonias dificultaba la adaptación para los recién llegados, donde faltaba servicio médico para dolencias o hasta un simple parto (cuando la colonia no contaba con su propio médico). 
La situación adversa no tenía nada que ver con el paraíso prometido, e incluso las mismas mujeres tendrían que ayudar a limpiar las malezas a puro hachazo. La espera por el cumplimiento de promesas como el desarrollo de la región y la construcción de vías de acceso o subsidio para la compra de instrumentos de trabajo se hacía eterna. La libertad de culto de religión, a pesar de declarada, era apenas tolerada, pues iba en contra de la constitución brasileña. Por ello, los inmigrantes protestantes no estaban autorizados a construir edificios que tuvieran apariencia de iglesia, como el uso de cruces o campanas.
Muchas de las tierras recibidas por los inmigrantes eran simplemente “ingratas”: secas y ácidas, sin capacidad para una buena cosecha y producción de alimentos ni siquiera para la subsistencia, sufriendo incluso con frecuentes hambrunas.
Cuando los inmigrantes eran contratados en alguna hacienda, muchos de ellos se veían en la condición de “semi esclavos”.

## Cultura

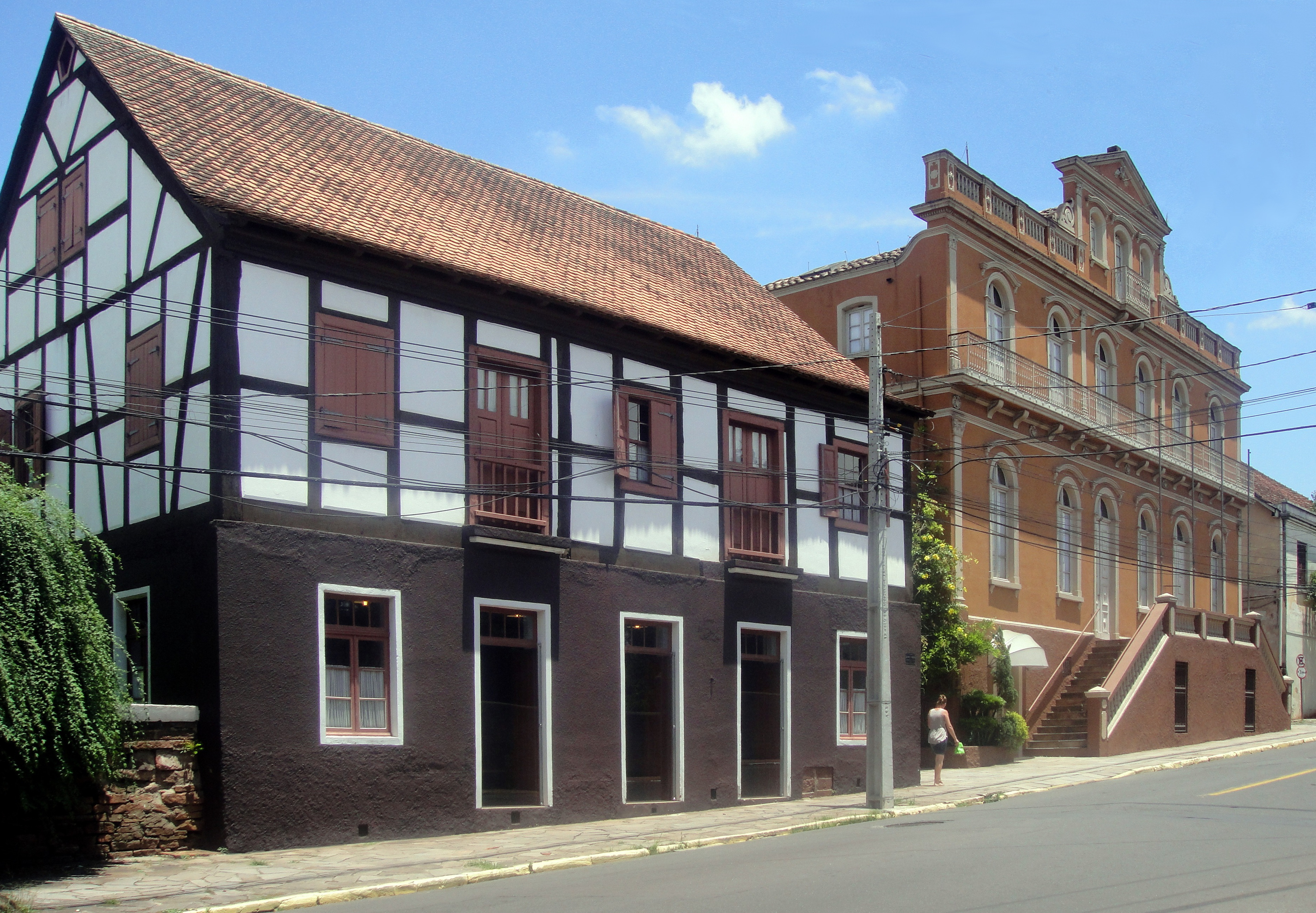
El Museo Comunitario Casa Schmitt-Presser en Novo Hamburgo, construido a principios del por el inmigrante alemán Johann Peter Schmitt.

### La lengua alemana en el Sur de Brasil
En 2004 la inmigración alemana en el Brasil meridional completó los 180 años. A pesar del abandono y de la falta de reconocimiento por parte de las autoridades como capital cultural intangible, y a veces incluso víctima de políticas de exterminio agresivas, el idioma alemán perdura como forma de habla regional brasileño.
La mayoría de los brasileños descendientes de alemanes, que habla la lengua de sus ancestros junto al idioma nacional, habla el dialecto Alemán Hunsriqueano o Hunsrik o Pomeránio (Ostpommersch). Muchos otros hablan otros dialectos minoritarios en dependencia de las regiones de origen (alemán suizo, austríaco, bávaro, suábo, etc.) 
Al mismo tiempo existe una pequeña cantidad de brasileños bilingües que hablan el alemán culto o Hochdeutsch.
Wilhelm Wolf, que fue pastor en São Leopoldo escribió sobre los Alemanes que inmigraron a São Leopoldo durante los años de 1824 hasta 1937. Gerhard Brunn tiene en su libro sobre las relaciones entre Alemania y el Brasil un capítulo sobre la emigración antes de la Primera Guerra Mundial. El geógrafo Bonn Leo Waibel publicó un libro sobre la colonización europea del Brasil Meridional.
En los últimos años ha surgido un gran interés por el aprendizaje de la lengua alemana en todo Brasil, principalmente en São Paulo y en el Nordeste. Debe ser mencionado que en 2005 tuvo un aumento considerable de escuelas públicas, principalmente en Santa Catarina y en Río Grande del Sur, que comenzaron a enseñar el idioma alemán y otros idiomas locales como el Talian y/o italiano (en zonas de colonización típica italiana) o el español (en las regiones fronterizas con Uruguay y Argentina.
Las ciudades de Pomerode, Antônio Carlos, posee un sitio oficial tanto en portugués como en alemán.
El brasileño Zé do Rock dirigió un film de buena aceptación en Europa llamado Schroeder fica no Brasil o Schroeder liegt in Brasilien. Schroeder es una pequeña ciudad localizada en la zona de colonización alemana de Santa Catarina.
La internacionalmente reconocida escritora rio-grandense Lya Luft es de origen alemán. El expresidente Ernesto Geisel leía Goethe en su lengua original.
En 1996, se estimaba que el uso del alemán había descendido a entre 700.000 y 900.000 hablantes. Damke (1997, p. 59), a partir de 1996, estimó en más de 2 millones de hablantes de cualquier variedad de la lengua alemana en Brasil.
| País           | Población germanófona (fuera de Europa)           |
| -------------- | ------------------------------------------------- |
| Estados Unidos | 5 000 000                                         |
| Brasil         | 7 000 000                                         |
| Argentina      | 2 500 000                                         |
| Canadá         | 450 000 – 620 000                                 |
| Perú           | 250 000                                           |
| Australia      | 110 000                                           |
| Sudáfrica      | 75 000 (solo los ciudadanos alemanes expatriados) |
| Bolivia        | 70 000 Menonitas germanófonos                     |
| Chile          | 40 000                                            |
| Paraguay       | 30 000 – 40 000                                   |
| Namibia        | 30 000 (descendientes de los primeros colonos)    |
| México         | 10 000                                            |
| Venezuela      | 10 000                                            |

| 644 458 | 327 443 | 317 015 | 580 114 | 5083 | 59 169 |

### Religión
La mayoría de los germano-brasileños son católicos o luteranos (Iglesia evangélica luterana de Brasil). Al igual que con otros brasileños, hay una minoría significativa de personas no religiosas, y el pentecostalismo está en aumento. Alrededor del 85% de todos los luteranos que viven en América Latina y el Caribe, viven en Brasil.

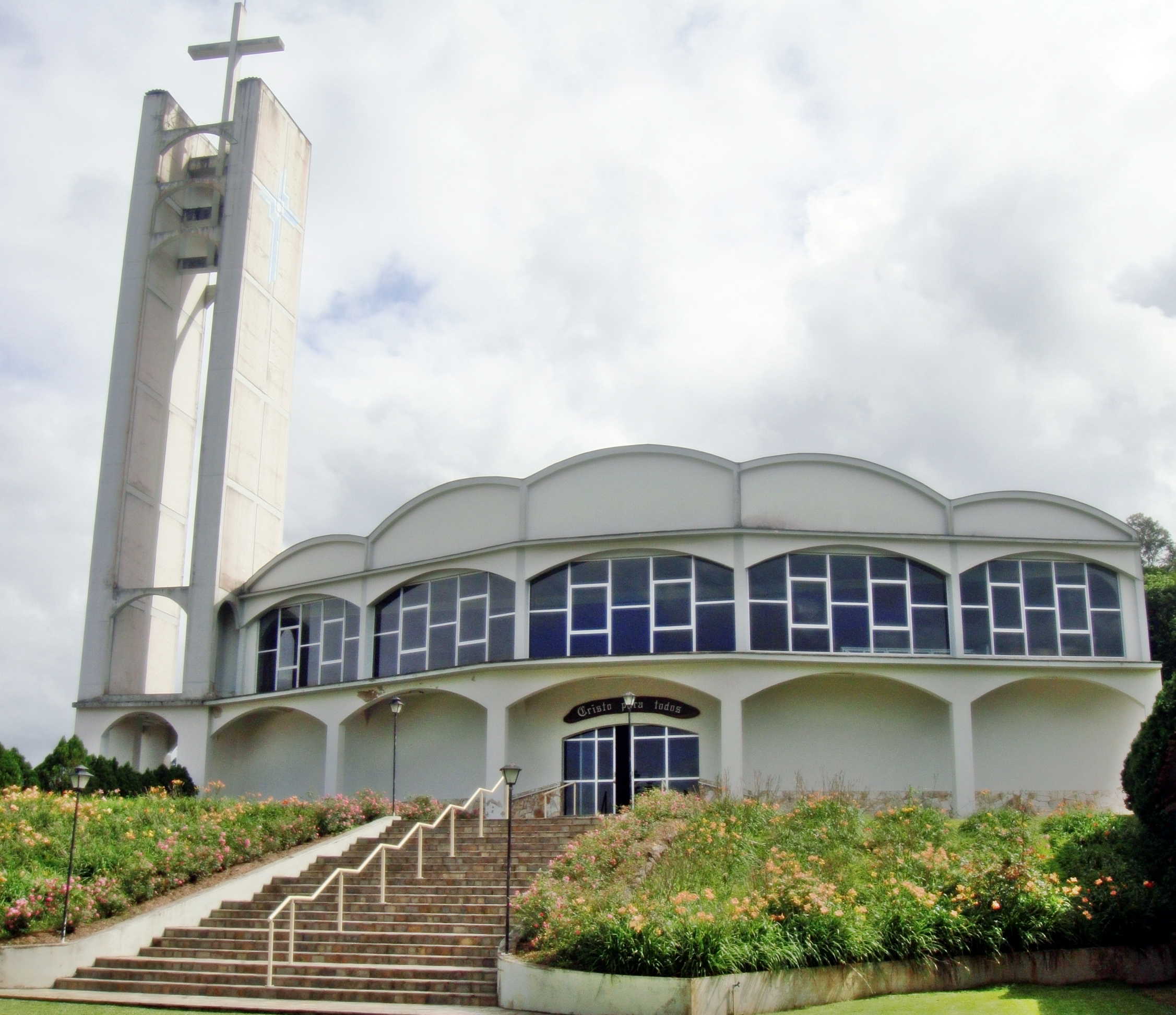
Una Iglesia luterana en Schroeder, Santa Catarina.

| País           | Luteranos en América |
| -------------- | -------------------- |
| Estados Unidos | 7 504 244            |
| Brasil         | 951 466              |
| Canadá         | 232 904              |
| Argentina      | 71 960               |
| Bolivia        | 24 400               |
| Chile          | 13 450               |

## Exiliados alemanes en Brasil
Algunos de los personajes originarios de regiones de la actual Alemania que estuvieron en Brasil y que no pueden dejar de ser mencionados:
- Meister Johann, el primer "alemán" en llegar a Brasil, astrónomo y cosmógrafo, ejerció la función de náutico de Pedro Álvares Cabral. Natural de Emmerich, actual Alemania, en ocasión del descubrimiento emitió el "certificado de nacimiento de Brasil". Consta que también el cocinero de Pedro Álvares Cabral era originario de la región donde hoy está localizada Alemania.

- Hans Staden (1525 - 1576), de Homberg, estuvo en Brasil y fue autor del primer texto en alemán sobre el Brasil.

- Ulrich Schmiedel emprendió un viaje por los sertones entre Buenos Aires, en Argentina hasta São Vicente, ciudad vecina con Santos, en el Estado de São Paulo.